# E136
La ruta europea E136 és una carretera que forma part de la Xarxa de carreteres europees. Comença a Ålesund i finalitza a Dombås. Té una longitud de 223 km. Té una orientació d'est a oest i travessa Noruega.